# Могучие рейнджеры: Мистическая сила
Могучие рейнджеры: Мистическая Сила (англ. Power Rangers Mystic Force) — четырнадцатый сезон популярного американского телесериала «Могучие рейнджеры», основанный на двадцать девятом сезоне японского телесериала «Super Sentai». «Магический Отряд — Маджирейнджеры».
Мистическая Сила отличалась двумя Рейнджерами, которые не подпадают под основные цветовые схемы. Солнечный Рыцарь носит золотую броню над синим спандексом, Рыцарь-Волк носит фиолетовую броню над чёрным спандексом, а Воин-волк носит тёмно-красную броню над чёрным спандексом. Единственный сезон, где Рейнджеры, способны превращаться в Зородов магическим путём.

## Сюжет

### Пролог
Не так давно в магическое измерение ворвалась Тьма. В схватку с ней вступили пять Мистических Рейнджеров. Когда Тьма начала побеждать, то снежная волшебница Удонна попросила Даггерона спрятать её сына Боуэна в измерении людей. По пути в измерение людей на Даггерона напал предатель Калиндор — оба были заточены в пещере и прокляты, а ребёнка в измерении людей спрятал троблин Финеас. В битве против тьмы добро начало одерживать верх. Линбоу, муж Удонны и Красный Мистический Рейнджер, загнал тьму за Врата и остался там биться до последнего, после чего Хозяин превратил его в Корагга, Рыцаря-Волка. Ниелла, хранительница Врат, пожертвовав собой, закрыла Врата. В итоге битвы выжила только Удонна, которая собрала волшебные палочки рейнджеров и построила себе жилище — Руткор. С помощью Ксенотома (книги Рейнджеров) Удонна следит, когда вырвется тьма и придут новые Могучие Рейнджеры….

### 1 часть[2]
После землетрясения во вратах образовалась трещина и зло вышло на свободу, но военачальнику сил Тьмы — Мортикону не вырваться. Удонна разыскивает пять рейнджеров и они с трудом начинают верить в магию. Удонна помогает Рейнджерам в первом сражении, но Корагг отнимает у неё Снежный жезл и лишает её возможности превращаться в Белого Рейнджера. Солдат Мортикона — Мукор съел троих рейнджеров, но был побеждён силами Мистических Титанов. Превращающий в Камень был побеждён Титаном Мегазордом. Тёмная волшебница Некролай узнаёт, что у Корагга есть жезл Удонны «Снежная Материя» и подсказывает ему, что с помощью него можно общаться с рейнджерами. Дочь Некролай, Лили, всё время пытается навредить рейнджерам исподтишка. С помощью Силы Рейнджеров Корагг поднимает из Преисподней Мортикона, но Ник произносит контрзаклинание. Корагг остаётся с силой Мегазорда Рейнджеров. Далее Ник узнаёт, что кроме Корагга, только он может соединяться с мистическим конём Катастросом и с помощью него побеждает Воина Корагга с силой Мегазорда и она возвращается рейнджерам, хотя Катастрос вернулся к Кораггу.
Некоторое время спустя, Преисподняя пыталась было использовать наследную силу ученицы Удонны Клэр (она оказалась также её племянницей), чтобы открыть ворота в Преисподнюю, когда-то запечатанные её матерью Ниеллой. Мортикон выбрался наружу, но был уничтожен Титаном Мегазордом, усиленным магией Удонны. Корагг потерпел поражение, потеряв свой меч и временно исчез из поля зрения. Ворота были снова запечатаны и погружены под землю.

### 2 часть
После поражения Мортикона, Некролай и Лили нашли в охраняемой заклятием (его невольно сняли рейнджеры) пещере мумию и принесли Хозяину, тот воскресил его в тёмного мага Империуса, который тут же берёт командование войсками Тьмы на себя. В своём первом бою с рейнджерами он проиграл, поскольку им помог Дженджи, кот-джин, знакомый Удонны. После поражения он посылает своего старого друга Джастера, чтобы тот нарисовал в четырёх точках Браэрвуда символы, которые создадут Тёмную Печать (подобную той, что делал Корагг), которая разрушит город, а сам Империус, замаскировавшись под Калиндора, внедрился в ряды рейнджеров и попытался украсть Ксенотом, Клэр разоблачила его, но он заточил её и Удонну в энергетический барьер и начал взламывать защиту волшебной книги. В то же время рейнджеры сорвали план Джастера разрушить город при помощи Тёмной Печати и тот встретил свой конец от рук Солнечного Рыцаря Даггерона, которого Мэди освободила от заклятия превращения в лягушку, после чего рейнджеры и их новообретённый союзник прогнали Империуса с Руткора. После освобождения, Даггерон стал наставником рейнджеров на пару с Удонной и начал готовить их к битве с набирающим силы Империусом. Вместе они одолели Бехимта, Гнату и Спайдекса, а также и Скример.
В ходе войны между рейнджерами и Империусом, он замыслил свергнуть тёмного Хозяина по имени Октомус, который из-за заклятия Линбоу не мог принять физическую оболочку и пребывал в некоем призрачном состоянии, тем не менее отдавая приказы, и призвал четвёрку Варварских Тварей, которые попытались убить Корагга, двух из них успели победить рейнджеры, но двое оставшихся — Файту и Фифтибеллон похитили Дженджи и Империус загадал желание создать мир без рейнджеров и доброй магии. Рейнджеры решили наведаться к Магическому Трибуналу, чтобы он отменил махинации Империуса (Корагг подсказал им), и хотя Трибунал ответил отказом, он всё же снизошёл к их мольбам и аннулировал действия Империуса, увидев отвагу и честь рейнджеров, решивших драться до конца. Во время боя с Файту и Фифтибеллоном, когда рейнджеры осознали свои ошибки, которые они совершили, полагаясь только на Дженджи, Трибунал даровал им Силу Легендарных Воинов, и те с её помощью уничтожили Фифтибеллона и заставили Файту отступить. Империус не простил Файту его трусость и казнил его в нижнем измерении, а его жизненную силу использовал для питания механического монстра Урсиса (это был запасной план Империуса), который прорвался в мир людей и начал громить Браэрвуд, но благодаря Силе Легендарных Воинов (которая распространялась и на Зорды), рейнджеры создали Мистическую Жар-Птицу и Мистического Льва, из которых сформировали Мантикору Мегазорда и уничтожили Урсиса.
Некоторое время спустя, Корагг вернул свою магию у Некролай и попытался победить рейнджеров — сначала на земле, а потом в битве Мегазордов: бой проходил нормально и все сражались честно, но Империус заразил Мантикору Мегазорда странным вирусом. Корагг был недоволен тем, что Империус вмешался в их честный бой, в отместку за это Корагг всосал вирус в себя и вернулся в Преисподнюю, пообещав победить честно. По возвращении, Империус отдаёт приказ схватить Корагга и устраивает над ним суд, обвиняя его в предательстве Хозяина, но тот устав от споров, приказывает Империусу и Кораггу решить спор битвой, уничтожив Даггерона, хотя эта вылазка закончилась поражением, после чего Хозяин принял решение оставить всё как есть: Империус остался во главе Преисподней, а за Кораггом сохранился статус сильнейшего воина Тьмы. Вдруг Корагга пронзает видение Боуэна.
Спустя ещё время, Империус пытается использовать своё зелье, чтобы уничтожить Хозяина и занять его место, но его плану помешал Корагг, который заявил, что ввиду того, что у него теперь полное доверие Хозяина, Империус уже не может самовластно распоряжаться всеми операциями Преисподней. Империус решает, что в нынешней обстановке лучше проявлять верность, чтобы окончательно не свалиться в немилость. Тем временем в лесу Ник и Даггерон тренируются в особой технике боя — связанные вместе верёвкой за одну из рук, они должны были победить друг друга, используя только мечи и Нику удаётся превзойти Даггерона, который, по словам Удонны, считается мастером этой техники, после чего Чип случайно проболтался про Линбоу, о котором Даггерон рассказал. Удонна рассказала рейнджерам историю своей семьи: у неё и её мужа Линбоу был ребёнок по имени Боуэн. Даггерон был другом Линбоу и его самым лучшим учеником. Во время первой войны с Тьмой, Линбоу решил, что ему стоит попытаться прибиться прямо к Хозяину, чтобы уничтожить врага в его центре. Все Волшебники вызвались помочь ему. Однако из-за предательства Календора (будущего Империуса), атака с треском провалилась. Битва переместилась в верхний мир. Тогда Линбоу (Красный Волшебник) повёл остальных Волшебников в последнюю атаку, в то время как Даггерон должен был вынести в безопасное место младенца-Боуэна. Но на Даггерона напал Календор. В результате схватки между ними они оба попали под заклятья друг друга и были заточены в пещере: Календор превратился в мумию, а Даггерон — в лягушку (позже Мэди освободила его от заклятия). Боуэна нашёл и унёс в мир людей Финеас. Все Волшебники погибли в битве со врагами, тогда Линбоу велел Ниелле (сестре Удонны) запечатать Ворота Преисподней, а сам вошёл в них и исчез в пламени сражения. Удонна собрала Жезлы Волшебников и остатки магических артефактов, что послужило началом всего этого. Сеанс воспоминаний пришлось прервать — опять Корагг связался с Ником через его разум, вызывая на очередную драку, где потребовал Силу Легендарных Воинов. Рейнджеры в ответ на это входят в Режим Легендарных Воинов и начинается тягучая драка. Даггерон, которому пришёл персональный вызов от Империуса, отправляется в сумеречное измерение, где Империус разыграл комедию с псевдо-раскаянием в грехах (только чтобы потом коварно атаковать Даггерона). После непродолжительной схватки Имперуис увеличился в размерах, а Даггерон вызвал свой Мегазорд. В этом бою Империус применил новую хитрость — он поглотил всю энергию Мегазорда Даггерона, из-за чего тот свалился вниз. После возвращения к привычному росту, Империус применил запрещённое заклинание и объединил духи убитых рейнджерами монстров в единого супермонстра Химеру, которая тут же побеждает Даггерона, и погребает его под песками. В то же время, Химера прибывает на подмогу Кораггу и вместе побеждают их, после чего телепортируют в Преисподнюю, где Хозяин забирает у них Силу Легендарных Воинов, энергии которых должно хватить для воскрешения. Внезапно появляется Удонна, воспользовавшаяся тёмными заклятиями (хотя знала о цене их применения), и освобождает рейнджеров из плена, хотя она сама подвергается атаке Хозяина и тот начинает мучить её, прежде чему убить. Корагг, которому мерещились Боуэн, Удонна в молодости и Линбоу, вспоминает всё и заступается за Удонну, возвращаясь к личности Линбоу. Все вместе выбираются из Преисподней и оказываются где-то в горах, а в сумеречном измерении, Даггерон и Дженджи (который магически проглотил его, тем самым защитив его) выбираются из песчаной могилы и отправляются на рандеву с рейнджерами.
Тем временем где-то в горах спасшиеся рейнджеры вместе с Линбоу и Удонной приходили в себя. Ник не доверяет Линбоу, так как тот долгое время был Кораггом, но тот рассказывает всё как было: Во время прошлой войны Линбоу добрался таки в одиночку до Хозяина и уже начал насильно загонять его в глубины Земли. Более того, это даже удалось сделать. Но в последний момент Хозяин магически захватил Линбоу и преобразовал его в Корагга, лишённого памяти воина, преданного только Октомусу. Однако последние сражения (например, поглощение Мегазордом Корагга вируса Империуса, сковавшей Мантикору Мегазорда) и потрясения (например, вид Удонны, которую хотел убить Хозяин), вернули по частям память Кораггу, снова возвратив его в личность Линбоу. Ныне Линбоу тяжело раскаивается в своих поступках как Корагга. В этот момент беглецов настигает погоня из Преисподней (Империус, Некролай и Химера). Линбоу телепортирует Удонну в Рудкор. Октомус применяет магию, воздействуя на Линбоу, у которого ещё осталась связь с Хозяином. Линбоу против воли теряет свои силы и возвращается в свою Древнюю Форму. Его хватает Некролай и тащит к Октомусу. Остальные рейнджеры превращаются, но без своих Легендарных Сил у них нет шансов против Химеры. Но тут на место действия прибывает Даггерон верхом на белом единороге — Брайтстаре (Сверкающей Звезде). Он говорит, что займётся Империусом, а рейнджеров Даггерон телепортирует в лес. В Преисподней Октомус своей силой вновь превращает Линбоу в Корагга, тот вновь готов действовать по приказу Хозяина. А Империус предлагает Даггерону магический поединок в ином измерении (на огромной шахматной доске) на мечах, причём противники должны быть связаны цепью и не применять магии (этот стиль Даггерон хорошо знает). Судьёй выступает Дженджи. Оба противника переходят в Древние Мистические Формы и начинают схватку, которая раз и навсегда должна завершить их вражду смертью одного из её участников. А рейнджеров в лесу настигает Химера, которая увеличивается в размерах. Тогда Ник садится верхом на единорога Брайтстара и применяет магию. Единорог увеличивается в размерах и преобразуется. Ник превращается в Красного Титана и сливается с Брайтстаром в новый Феникс Унизорд. Остальные формируют Мистического Дракона. Однако вскоре Дракон разбит Химерой. Также на поле боя появляется Центавр Волк Мегазорд — Корагг тоже прибыл на битву. Но Ник не сдаётся, Феникс Унизорд атакует и уничтожает Химеру, после чего начинает схватку с Мегазордом Корагга. Вскоре оба Мегазорда так сильно атаковали друг друга, что развалились, а Корагг и Ник оказались на земле, где и продолжили выяснение отношений. После невероятно ожесточённой схватки Ник теряет свой меч. Корагг велит поднять меч — он всё ещё сражается «по чести». Тем временем продолжается и схватка Империуса и Даггерона, протекающая не менее ожесточённо. Даггерон побеждает, но тут Империус снова нарушает правила, применив магию, чтобы поместить под меч Даггерона лампу с Дженджи. Даггерон замешкался и был поражён. Империус применяет магию, чтобы уничтожить Даггерона, но Даггерон немыслимым усилием воли собирается и отражает удар Империуса, после чего вкладывает все свои силы в свой ответный удар, которого Империус не смог отразить. Империус смертельно ранен и он умирает, успев однако пообещать, что его смерть призовёт такой ужас, о каком люди и не подозревали, после чего он исчезает.
Тем временем в Рудкоре, лишённая моральных и физических сил Удонна грустит, что её муж снова превратился в Корагга и он бьётся с Ником. Клэр по рассеянности дала ей утереть слёзы не платком, а детским одеялом Ника. Внезапно Удонна узнаёт в этом одеяле покров для своего пропавшего младенца Боуэна. И вдруг Удонну осеняет кто на самом деле Ник и окрылённая этим бежит к полю боя между Кораггом и Ником. Тем временем между Кораггом и Ником продолжается битва, но Ник сильно истощён, а Корагг всё ещё полон сил и он побеждает его. Только собирается его прикончить, как вдруг Удонна окликает его как Линбоу и раскрывает ему, что Ник — это их родной сын Боуэн. Корагг недоумевает, а Ник спрашивает Удонну, что она хочет этим сказать, но та радостно говорит Нику, что он всё время был с ней, хотя не знала об этом — это настоящее чудо. Остальные рейнджеры, услышавшие это, улыбнулись, а Корагг, коснувшись лица Ника, осознаёт, что он его сын и возвращается к личности Линбоу. Удонна раскрывает Нику, что она его мать, и объясняет причину, побудившую его приехать в Браэрвуд — ему была уготована судьба стать самым величайшим волшебником из всех живущих, и однажды появиться и спасти мир от зла. Ник говорит, что ему нужно время, чтобы привыкнуть, но радостную атмосферу омрачает появление щупалец Хозяина, пытающегося выбраться на поверхность. Рейнджеры пытаются вступить в бой, но Линбоу удерживает их заклинанием и решив закончить то, что начал, входит в Древнюю Мистическую Форму. Рейнджеры и Удонна в ужасе пытаются отговорить Линбоу, но тот оттесняет Хозяина назад, заставляя его вернуться в глубины Земли. Вскоре они оба оказываются в крепости Преисподней. Линбоу собирает все свои силы и наносит по Октомусу мощнейший удар. Щупальца Октомуса задевают стены крепости и та начинает разрушаться, убивая солдат Преисподней. Крепость обрушивается, погребая под собой Некролай и её дочь Лили. Линбоу мысленно обращается к рейнджерам и призывает их хранить его наследие, после чего он и Хозяин исчезают во вспышке света, а к рейнджерам возвращается Сила Легендарных Воинов. Удонна и Клэр отправляются на поиски Линбоу, чтобы вернуть его домой.

### 3 часть
После недавних событий, крепость Преисподней была разрушена, большинство воинов Тьмы погибло в результате обрушения крепости, в живых остались только Некролай и Лили. Лили покидает Преисподнюю, чтобы задуматься о смене приоритетов, а Некролай обнаруживает Секретную Пещеру, где обитают 10 Ужасов — десять самых мощных монстров Преисподней, которые также ожидают воскрешения Хозяина. Для этого каждый из них должен сражаться с рейнджерами по определённым «правилам», иначе воскрешения не произойдёт. Рейнджеры уничтожают первого из них — Магму (24-й эпизод), затем Ник с помощью дракона Огненное Сердце обретает Баттлайзер и уничтожает Окулуса. Также он узнаёт, что является Светочем — родившись от брака волшебницы (Удонна) и воина (Линбоу), Ник должен стать великим героем, который навсегда сокрушит Преисподнюю. Война между Рейнджерами и Подземным Миром продолжается. Уничтожены Ужасы Серпентина и Мегахорн (последний — с помощью волшебника Снежного принца, главного гуру всех Мистических Воинов). Лидер Ужасов Скулпин пытается заставить призрак Линбоу в форме Корагга (тот выжил) выпустить из себя жизненную силу Октомуса, которую удерживает герой. Удонна захвачена Ужасом Хекатоидом, которого позже уничтожают, а Удонна возвращает себе силы Белого Рейнджера. С другой стороны, Ужасам удаётся забрать у Линбоу силу Октомуса и Линбоу почти умирает. Противостояние приближается к развязке.
Ужас Матумбу заслан «наверх» и вначале он побеждает Мегазорды Рейнджеров, но после уже не хочет продолжать эту войну. Однако сила Октомуса избирает его «объектом» для воскрешения Хозяина (то есть в теле Матумбу должен воскреснуть Октомус). Рейнджеры пытаются защитить Матумбу, но им это не удаётся. Октомус воскрешён, хотя перед этим погибает Ужас Геккор: его уничтожил Линбоу, которого нашла и оживила Удонна. Линбоу обретает силу Воина-Волка (внешне как Корагг, но красный и он обладает силой огня). Ужас Итассис отказывается продолжать эту бойню и оставшиеся Ужасы Чёрный Ланс и Скулпин убивают её. Октомус захватывает контроль над Ником и тот ненадолго становится новым Рыцарем-Волком. Он сражается с Линбоу, но приходит в себя. А Октомус (он способен поглощать магию) разрушает магическое измерение и уничтожает Мать Мистики — верховную императрицу белой магии и лидера всех Мистических Воинов. Прибывшие в магическое измерение Линбоу и Даггерон также убиты Октомусом. Остальные Рейнджеры сражаются с Чёрным Копьём и Скулпином. Удонна утащена в Преисподнюю Скулпином, но последний обнаруживает, что Некролай, которая поняла, что её преданность тьме грозит убить её дочь Лили, отринула сторону зла и воскресила Итассис, которая после небольшой потасовки уничтожает Скулпина. Остальные Рейнджеры наверху уничтожают Чёрного Ланса. Однако теперь в дело вступает сам Хозяин Октомус. Он переносит Рейнджеров в своё измерение, где уничтожает Мантикору Мегазорда. Рейнджеры падают духом, однако Ник всё-таки находит в себе силы для отчаянной атаки на Октомуса, в которой он ранит того и заставляет перенести Рейнджеров обратно в их мир. На помощь к Рейнджерам приходят Клэр и Снежный принц. Оказывается, что Мать Мистики не погибла, а лишь перенесла себя в безопасное место, превратившись в поток энергии. Некролай воскрешает Даггерона и Линбоу, что лишает её всех вампирских сил и превращает в человека. Также к рейнджерам приходят с одной стороны жители Браэрвуда, а с другой — жители магического леса. Все они верят в рейнджеров и их магию (они весь год защищали их от посягательств Хозяина), а потому силы возвращаются к Мистической команде. Все восемь Рейнджеров атакуют Октомуса единым суперзаклинанием, которое Октомус не может поглотить, так как оно попросту неисчерпаемо — заклинание питается от храбрости и благородства самих Рейнджеров, которые бесконечны. Хозяину не удаётся удержать в себе неисчерпаемый поток магии и от переизбытка погибает. Победу одерживают силы добра.

### Эпилог
После окончательного поражения Хозяина, всё начало приходить в норму: жители города и магического леса учатся жить вместе и помогают восстановить разрушенное, в этом им помогает Даггерон. Матумбу воскрешён и теперь работает диджеем на пару с Видой. Чип, Мэдисон и Зандер (его повысили до менеджера) продолжают работу в музыкальном магазине «Rock Porium». Тоби и Никки (бывшая Некролай) теперь ходят на свидания, то же самое касается Лили и Финеаса. Ник вместе с Удонной и Линбоу уезжает из города, Огненное Сердце пролетает над ними на прощание и возвращается в Рудкор, где теперь руководит Клэр, ставшая полноценной волшебницей.

## Персонажи

### Рейнджеры
- Боуэн / Николас «Ник» Расселл — Красный мистический рейнджер. Роль играет Фирасс Дирани.
- Чарли «Чип» Торн — Жёлтый мистический рейнджер. Роль играет Ник Сэмпсон.
- Мэдисон «Мэди» Рокка — Синий мистический рейнджер. Роль играет Мелани Вальехо.

- Вида Рокка — Розовый мистический рейнджер, старшая сестра Мэдисон. Роль играет Энджи Диаз.
- Зандер Блай — Зелёный мистический рейнджер. Роль играет Ричард Бранкатисано.
- Даггерон — Солнечный рыцарь. Ученик и лучший друг Линбоу. Наставник Рейнджеров наряду с Удонной. Роль играет Джон Туи.
- Удонна — Белый мистический рейнджер и наставник остальных Мистических Рейнджеров. Роль играет Пета Раттер.
- Линбоу — Воин-волк. Участник Великой Битвы добра и зла. Роль играет Крис Грэхэм.

### Союзники
- Клэр — непутёвая ученица Удонны, постоянно мудрит с чарами, в результате чего, сильно страдает. Роль играет Антония Преббл.
- Огненное Сердце — детёныш последнего дракона.
- Мать Мистики — верховная императрица белой магии и лидер всех Мистических Воинов. Настоящее имя — Рита. Роль играет Матико Сога.
- Снежный принц — правитель снежного измерения. Роль озвучивает Паоло Ротондо.
- Тоби — владелец музыкального магазина «Rock Porium», в котором работают рейнджеры. Роль играет Барни Дункан.
- Финеас — троблин, неординарный потомок враждующих троллей и гоблинов, ненавидимый и теми, и другими. Роль играет Келсон Хендерсон.
- Дженджи — кот-джин, обитающий в лампе. Роль озвучивает Оливер Драйвер.
- Лили Рипмав — капризная и высокомерная девушка, которая постоянно посещает музыкальный магазин Тоби. Роль играет Холли Шанахан.
- Матумбо — демон, член гвардии «Десяти Ужасов Преисподней». Обладает способностью поглощать электричество. Кажется безжалостным, но на самом деле он не желает кому-либо навредить. Роль озвучивает Камерон Родс.
- Итассис — демон, член гвардии «Десяти Ужасов Преисподней», самая мудрая из них. Служила Хозяину ради знаний, а не силы. Роль озвучивает Джозефин Дэвисон.

### Антагонисты[3]
- Мортикон — предводитель армии Тьмы и один из самых преданных прислужников Хозяина, возглавлял первое нашествие на Магическое измерение, но заклинанием Линбоу был заточён в Преисподней. Роль озвучивает Эндрю Робертт.
- Империус (он же Календор) — предводитель войск Тьмы, занявший пост после смерти Мортикона. Когда то был одним из мистических войнов, но предал их, встав на путь тьмы. Самолюбив и очень коварен, не признаёт ничьё главенство над собой, поэтому жаждет свергнуть Хозяина и стать единоличным властелином преисподней. Роль озвучивает Стюарт Девени, а играет Уилл Холл (в человеческом облике).
- Корагг (он же Линбоу) — рыцарь-волк и ярый прислужник Хозяина, сражается только честно и доблестно. Роль озвучивает Джефф Долан, а играют Крис Грэхэм (как Линбоу) и Фирэсс Диранни (как Ник).
- Некролай / Никки Рипмав — королева вампиров и мама Лили по совместительству. Роль озвучивает Дона Рис (как Некролай), а играет Бриджитт Бергер (как Никки Рипмав).
- Мукор — солдат армии Мортикона. Зелёная и всегда голодная тварь. Роль озвучивает Джон Каллин.
- Клоубстер — чудовище Мортикона, вместе с Некролай ходили по городу и превращали всех людей в камень. Роль озвучивает Брюс Хопкинс.
- Джеймс — чудовище, превращающееся из монстра в такси. Роль озвучивает Дерек Джадж.
- Флайтреп — монстр, который под видом диджея превращал в вампиров тех, кто слушал его музыку. Роль озвучивает Росс Гирвен, а играет Отис Фриззелл (в человеческом облике).
- Пещерный монстр — чудище, которое скрывалось за второй дверью пещеры Огненного Сердца.
- Костолом — был послан Кораггом отобрать у рейнджеров Огненное Сердце. Роль озвучивает Кэмпбелл Кули.
- Гаргулья — каменный страж Адских Врат.
- Джастер — чудовищный клоун и старый друг Империуса, который его воскресил. Роль озвучивает Грег Уорд.
- Бегемот — чудовище, призванное Империусом разрушить город с помощью Сейсмического Клина и победить Солнечного Рыцаря. Роль озвучивает Патрик Кейк.
- Гнату и Спайдекс — дуэт чудовищ Империуса, собиравших жизненную силу людей. Роль озвучивают Калли Блад (Гнату) и Миллен Бейрд (Спайдекс).
- Десять ужасов Преисподней — элитная гвардия Преисподней, живущая по Законам Царства Тьмы.
  - Скулпин — лидер ужасов. Роль озвучивает Питер Даубе.
  - Чёрное Копьё — ужас-копьеносец. Роль озвучивает Дерек Джадж.
  - Магма — повелитель огня. Роль озвучивает Грег Смит.
  - Окулус — ужас-охотник, меткий стрелок. Роль озвучивает Эндрю Лэйн.
  - Серпентина — повелительница змей. Роль озвучивает Сэлли Стокуэлл.
  - Мегахорн — ужас, похожий на дракона, обладает очень прочной шкурой. Роль озвучивает Даллас Барнетт.
  - Гекатоид — повелитель жаб. Роль озвучивает Чарли Макдермотт.
  - Геккор — самый быстрый из ужасов. Роль озвучивает Марк Фергюсон.
- Верховный Повелитель Октомус — он же Хозяин, является непосредственным вождём всех злодеев сезона. Роль озвучивает Джон Ли.
- Крикунья (Скример) — чудовищная птица. Роль озвучивает Лори Дэнни.
- Варварские Твари — четвёрка монстров, призванная Империусом для убийства Корагга.
  - Вормакс — монстр-самурай. Роль озвучивает Марк Райт.
  - Крикунья (Шрикер) — монстр-сирена. Роль озвучивает Сьюзан Брэди.
  - Файтоу — монстр-кобольд. Роль озвучивает Джейсон Хойт.
  - Отморозок — монстр-йети. Роль озвучивает Пол Минифи.
- Хидиаки — постоянное войско Тьмы. Следуют за своими предводителями.
- Стиксоиды — постоянное войско Тьмы. В отличие от хидиаков, нормально ходят на двух ногах и имеют посохи со встроенными бластерами.

## Эпизоды
| № общий | № в сезоне | Название                                                 | Режиссёр        | Автор сценария | Дата премьеры    |
| ------- | ---------- | -------------------------------------------------------- | --------------- | -------------- | ---------------- |
| 573     | 1          | «Нарушенные чары: Часть 1» «Broken Spell, Part I»        | Джон Лэйн       | Брюс Калиш     | 20 февраля 2006  |
| 574     | 2          | «Нарушенные чары: Часть 2» «Broken Spell, Part II»       | Джон Лэйн       | Брюс Калиш     | 20 февраля 2006  |
| 575     | 3          | «Код усиления» «Code Busters»                            | Джон Лэйн       | Джеки Маршан   | 27 февраля 2006  |
| 576     | 4          | «Скальная твердь» «Rock Solid»                           | Чарли Хэскелл   | Джеки Маршан   | 3 марта 2006     |
| 577     | 5          | «Лживые голоса» «Whispering Voices»                      | Чарли Хэскелл   | Джон Телеген   | 13 марта 2006    |
| 578     | 6          | «Легендарный Катастрос» «Legendary Catastros»            | Чарли Хэскелл   | Джон Телеген   | 20 марта 2006    |
| 579     | 7          | «Огненное Сердце» «Fire Heart»                           | Марк Бисли      | Дэвид Гарбер   | 27 марта 2006    |
| 580     | 8          | «Чужой внутри: Часть 1» «Stranger Within, Part I»        | Марк Бисли      | Брюс Калиш     | 3 апреля 2006    |
| 581     | 9          | «Чужой внутри: Часть 2» «Stranger Within, Part II»       | Марк Бисли      | Брюс Калиш     | 17 апреля 2006   |
| 582     | 10         | «Дикорастущий Зандер» «Petrified Xander»                 | Эндрю Меррифилд | Джон Телеген   | 24 апреля 2006   |
| 583     | 11         | «Привратник: Часть 1» «The Gatekeeper, Part I»           | Эндрю Меррифилд | Джеки Маршан   | 8 мая 2006       |
| 584     | 12         | «Привратник: Часть 2» «The Gatekeeper, Part II»          | Эндрю Меррифилд | Джеки Маршан   | 15 мая 2006      |
| 585     | 13         | «Пугающий кот» «Scaredy Cat»                             | Чарли Хэскелл   | Брюс Калиш     | 5 июня 2006      |
| 586     | 14         | «Давным-давно» «Long Ago»                                | Чарли Хэскелл   | Джон Телеген   | 12 июня 2006     |
| 587     | 15         | «Внутренняя сила» «Inner Strength»                       | Чарли Хэскелл   | Мэтт Хоукинс   | 12 июня 2006     |
| 588     | 16         | «Призрак души» «Soul Specter»                            | Чарли Хэскелл   | Джеки Маршан   | 19 июня 2006     |
| 589     | 17         | «Падение Рейнджера» «Ranger Down»                        | Джонатан Бру    | Джон Телеген   | 26 июня 2006     |
| 590     | 18         | «Тёмное желание: Часть 1» «Dark Wish, Part I»            | Марк Бисли      | Джон Телеген   | 10 июля 2006     |
| 591     | 19         | «Тёмное желание: Часть 2» «Dark Wish, Part II»           | Марк Бисли      | Брюс Калиш     | 10 июля 2006     |
| 592     | 20         | «Тёмное желание: Часть 3» «Dark Wish, Part III»          | Марк Бисли      | Джеки Маршан   | 10 июля 2006     |
| 593     | 21         | «Суд над Кораггом» «Koragg's Trial»                      | Джонатан Бру    | Джон Телеген   | 22 июля 2006     |
| 594     | 22         | «Появление наследника: Часть 1» «Heir Apparent, Part I»  | Джонатан Бру    | Джеки Маршан   | 29 июля 2006     |
| 595     | 23         | «Появление наследника: Часть 2» «Heir Apparent, Part II» | Джонатан Бру    | Джеки Маршан   | 11 августа 2006  |
| 596     | 24         | «Свет» «The Light»                                       | Эндрю Меррифилд | Брюс Калиш     | 14 августа 2006  |
| 597     | 25         | «Охотник» «The Hunter»                                   | Эндрю Меррифилд | Джон Телеген   | 20 августа 2006  |
| 598     | 26         | «Крепкие головы» «Hard Heads»                            | Эндрю Меррифилд | Мэтт Хоукинс   | 18 сентября 2006 |
| 599     | 27         | «Принц Льда» «The Snow Prince»                           | Эндрю Меррифилд | Джеки Маршан   | 25 сентября 2006 |
| 600     | 28         | «Источник света: Часть 1» «Light Source, Part I»         | Чарли Хэскелл   | Джон Телеген   | 10 октября 2006  |
| 601     | 29         | «Источник света: Часть 2» «Light Source, Part II»        | Чарли Хэскелл   | Джон Телеген   | 10 октября 2006  |
| 602     | 30         | «Возвращение» «The Return»                               | Чарли Хэскелл   | Брюс Калиш     | 30 октября 2006  |
| 603     | 31         | «Мистическая судьба: Часть 1» «Mystic Fate, Part I»      | Марк Бисли      | Джеки Маршан   | 13 ноября 2006   |
| 604     | 32         | «Мистическая судьба: Часть 2» «Mystic Fate, Part II»     | Марк Бисли      | Брюс Калиш     | 13 ноября 2006   |